# Campeonato Paulista de Futebol de 2019 - Série A1
A Série A1 do Campeonato Paulista de Futebol de 2019, ou Paulistão Sicredi 2019, por motivos de patrocínio, foi a 79.ª edição do campeonato organizado pela Federação Paulista de Futebol da principal divisão do futebol paulista. Foi disputada por 16 clubes entre os dias 19 de janeiro e 21 de abril.
O campeão da competição foi o Corinthians, que levou a melhor sobre o vice-campeão São Paulo.
A competição também foi marcada por ter a volta do clube Guarani, clube que foi vice-campeão em 1988 e 2012 e que não disputava a elite desde 2013 e também pela volta do Oeste, que estava ausente da elite desde 2016.

## Regulamento
O campeonato foi disputado por dezesseis clubes divididos em quatro grupos. Na primeira fase, os times enfrentaram apenas os clubes dos outros grupos, totalizando doze rodadas. Os dois melhores classificados de cada chave avançaram às quartas-de-final. Todos os confrontos da fase eliminatória aconteceram em dois jogos e, em caso de empate em pontos (uma vitória para cada time ou dois empates), o primeiro critério de desempate foi o saldo de gols na fase final. Os dois times que somaram menos pontos na primeira fase foram rebaixados, independentemente dos grupos em que jogaram.
Também ficou decidida a volta do Troféu do Interior, em que os dois primeiros colocados ganharam o direito de disputar a Copa do Brasil de 2020. Os classificados teriam que ficar entre a 9ª e a 14ª colocação na tabela de classificação.
Além disso, os três clubes mais bem classificados que não pertençam a nenhuma divisão do Campeonato Brasileiro tiveram vaga na Série D de 2020. Caso entre esses estivessem as seguintes equipes: Botafogo-SP, Bragantino, Corinthians, Guarani, Oeste, Palmeiras, Ponte Preta, Santos, São Bento ou São Paulo, cada um deles estaria automaticamente fora da disputa, abrindo espaço para uma outra equipe. 
O campeonato adotará o VAR a partir das quartas-de-final

### Critérios de desempate
Caso haja empate de pontos entre dois clubes, os critérios de desempates são aplicados na seguinte ordem:

1. Número de vitórias

2. Saldo de gols

3. Gols marcados

4. Número de cartões vermelhos

5. Número de cartões amarelos

6. Sorteio

## Equipes participantes
| Aumento | Equipes promovidas da Série A2 de 2018 |

| - Equipe        | Cidade             | Em 2018 | Estádio                    | Material Esportivo | Títulos             |
| --------------- | ------------------ | ------- | -------------------------- | ------------------ | ------------------- |
| Botafogo-SP     | Ribeirão Preto     | 8º      | Santa Cruz                 | Kappa              | 0                   |
| Bragantino      | Bragança Paulista  | 6º      | Nabi Abi Chedid            | Icone Sports       | 1 (em 1990)         |
| Corinthians     | São Paulo          | 1º      | Arena Corinthians          | Nike               | 29 (último em 2018) |
| Ferroviária     | Araraquara         | 13º     | Fonte Luminosa             | Lupo               | 0                   |
| Guarani         | Campinas           | 1º (A2) | Brinco de Ouro da Princesa | Topper             | 0                   |
| Ituano          | Itu                | 12º     | Novelli Júnior             | Kanxa              | 2 (último em 2014)  |
| Mirassol        | Mirassol           | 10º     | José Maria de Campos Maia  | Nakal              | 0                   |
| Novorizontino   | Novo Horizonte     | 5º      | Jorge Ismael de Biasi      | Nakal              | 0                   |
| Oeste           | Barueri            | 2º (A2) | Arena Barueri              | Deka               | 0                   |
| Palmeiras       | São Paulo          | 2º      | Allianz Parque             | Puma               | 22 (último em 2008) |
| Ponte Preta     | Campinas           | 9º      | Moisés Lucarelli           | Topper             | 0                   |
| Red Bull Brasil | Campinas           | 14º     | Moisés Lucarelli           | Nike               | 0                   |
| Santos          | Santos             | 4º      | Vila Belmiro Pacaembu[a]   | Umbro              | 22 (último em 2016) |
| São Bento       | Sorocaba           | 11º     | Walter Ribeiro             | Joma               | 0                   |
| São Caetano     | São Caetano do Sul | 7º      | Anacletto Campanella       | Sanka Sports       | 1 (em 2004)         |
| São Paulo       | São Paulo          | 3º      | Morumbi                    | Adidas             | 21 (último em 2005) |

OBS: A. ^  A Vila Belmiro estava fechada para a reforma até março de 2019, com isso o Santos mandou seus jogos no Estádio do Pacaembu.

## Estádios
| | Bragantino | Botafogo-SP | Corinthians | Ferroviária |                           |
| --- | --- | --- | --- | --- | ------------------------- |
| Nabi Abi Chedid | Santa Cruz | Arena Corinthians | Fonte Luminosa | |                           |
| Capacidade: 17 128 | Capacidade: 29 292 | Capacidade: 47 605 | Capacidade: 20 000 | |                           |
| | | | | |                           |
| Guarani | \| Botafogo Bragantino Ferroviária Ituano Mirassol Novorizontino Oeste Santos São Bento São Caetano São Paulo Campinas Equipes de Campinas: Guarani Ponte Preta Red Bull Equipes de São Paulo: Corinthians Palmeiras São PauloLocalização das equipes participantes da Série A1 de 2019. Grupos: A / B / C / D \| | \| Botafogo Bragantino Ferroviária Ituano Mirassol Novorizontino Oeste Santos São Bento São Caetano São Paulo Campinas Equipes de Campinas: Guarani Ponte Preta Red Bull Equipes de São Paulo: Corinthians Palmeiras São PauloLocalização das equipes participantes da Série A1 de 2019. Grupos: A / B / C / D \| | \| Botafogo Bragantino Ferroviária Ituano Mirassol Novorizontino Oeste Santos São Bento São Caetano São Paulo Campinas Equipes de Campinas: Guarani Ponte Preta Red Bull Equipes de São Paulo: Corinthians Palmeiras São PauloLocalização das equipes participantes da Série A1 de 2019. Grupos: A / B / C / D \| | \| Botafogo Bragantino Ferroviária Ituano Mirassol Novorizontino Oeste Santos São Bento São Caetano São Paulo Campinas Equipes de Campinas: Guarani Ponte Preta Red Bull Equipes de São Paulo: Corinthians Palmeiras São PauloLocalização das equipes participantes da Série A1 de 2019. Grupos: A / B / C / D \| | Ituano                    |
| Brinco de Ouro | \| Botafogo Bragantino Ferroviária Ituano Mirassol Novorizontino Oeste Santos São Bento São Caetano São Paulo Campinas Equipes de Campinas: Guarani Ponte Preta Red Bull Equipes de São Paulo: Corinthians Palmeiras São PauloLocalização das equipes participantes da Série A1 de 2019. Grupos: A / B / C / D \| | \| Botafogo Bragantino Ferroviária Ituano Mirassol Novorizontino Oeste Santos São Bento São Caetano São Paulo Campinas Equipes de Campinas: Guarani Ponte Preta Red Bull Equipes de São Paulo: Corinthians Palmeiras São PauloLocalização das equipes participantes da Série A1 de 2019. Grupos: A / B / C / D \| | \| Botafogo Bragantino Ferroviária Ituano Mirassol Novorizontino Oeste Santos São Bento São Caetano São Paulo Campinas Equipes de Campinas: Guarani Ponte Preta Red Bull Equipes de São Paulo: Corinthians Palmeiras São PauloLocalização das equipes participantes da Série A1 de 2019. Grupos: A / B / C / D \| | \| Botafogo Bragantino Ferroviária Ituano Mirassol Novorizontino Oeste Santos São Bento São Caetano São Paulo Campinas Equipes de Campinas: Guarani Ponte Preta Red Bull Equipes de São Paulo: Corinthians Palmeiras São PauloLocalização das equipes participantes da Série A1 de 2019. Grupos: A / B / C / D \| | Dr. Novelli Júnior        |
| Capacidade: 29 130 | \| Botafogo Bragantino Ferroviária Ituano Mirassol Novorizontino Oeste Santos São Bento São Caetano São Paulo Campinas Equipes de Campinas: Guarani Ponte Preta Red Bull Equipes de São Paulo: Corinthians Palmeiras São PauloLocalização das equipes participantes da Série A1 de 2019. Grupos: A / B / C / D \| | \| Botafogo Bragantino Ferroviária Ituano Mirassol Novorizontino Oeste Santos São Bento São Caetano São Paulo Campinas Equipes de Campinas: Guarani Ponte Preta Red Bull Equipes de São Paulo: Corinthians Palmeiras São PauloLocalização das equipes participantes da Série A1 de 2019. Grupos: A / B / C / D \| | \| Botafogo Bragantino Ferroviária Ituano Mirassol Novorizontino Oeste Santos São Bento São Caetano São Paulo Campinas Equipes de Campinas: Guarani Ponte Preta Red Bull Equipes de São Paulo: Corinthians Palmeiras São PauloLocalização das equipes participantes da Série A1 de 2019. Grupos: A / B / C / D \| | \| Botafogo Bragantino Ferroviária Ituano Mirassol Novorizontino Oeste Santos São Bento São Caetano São Paulo Campinas Equipes de Campinas: Guarani Ponte Preta Red Bull Equipes de São Paulo: Corinthians Palmeiras São PauloLocalização das equipes participantes da Série A1 de 2019. Grupos: A / B / C / D \| | Capacidade: 18 560        |
| | \| Botafogo Bragantino Ferroviária Ituano Mirassol Novorizontino Oeste Santos São Bento São Caetano São Paulo Campinas Equipes de Campinas: Guarani Ponte Preta Red Bull Equipes de São Paulo: Corinthians Palmeiras São PauloLocalização das equipes participantes da Série A1 de 2019. Grupos: A / B / C / D \| | \| Botafogo Bragantino Ferroviária Ituano Mirassol Novorizontino Oeste Santos São Bento São Caetano São Paulo Campinas Equipes de Campinas: Guarani Ponte Preta Red Bull Equipes de São Paulo: Corinthians Palmeiras São PauloLocalização das equipes participantes da Série A1 de 2019. Grupos: A / B / C / D \| | \| Botafogo Bragantino Ferroviária Ituano Mirassol Novorizontino Oeste Santos São Bento São Caetano São Paulo Campinas Equipes de Campinas: Guarani Ponte Preta Red Bull Equipes de São Paulo: Corinthians Palmeiras São PauloLocalização das equipes participantes da Série A1 de 2019. Grupos: A / B / C / D \| | \| Botafogo Bragantino Ferroviária Ituano Mirassol Novorizontino Oeste Santos São Bento São Caetano São Paulo Campinas Equipes de Campinas: Guarani Ponte Preta Red Bull Equipes de São Paulo: Corinthians Palmeiras São PauloLocalização das equipes participantes da Série A1 de 2019. Grupos: A / B / C / D \| |                           |
| Oeste | \| Botafogo Bragantino Ferroviária Ituano Mirassol Novorizontino Oeste Santos São Bento São Caetano São Paulo Campinas Equipes de Campinas: Guarani Ponte Preta Red Bull Equipes de São Paulo: Corinthians Palmeiras São PauloLocalização das equipes participantes da Série A1 de 2019. Grupos: A / B / C / D \| | \| Botafogo Bragantino Ferroviária Ituano Mirassol Novorizontino Oeste Santos São Bento São Caetano São Paulo Campinas Equipes de Campinas: Guarani Ponte Preta Red Bull Equipes de São Paulo: Corinthians Palmeiras São PauloLocalização das equipes participantes da Série A1 de 2019. Grupos: A / B / C / D \| | \| Botafogo Bragantino Ferroviária Ituano Mirassol Novorizontino Oeste Santos São Bento São Caetano São Paulo Campinas Equipes de Campinas: Guarani Ponte Preta Red Bull Equipes de São Paulo: Corinthians Palmeiras São PauloLocalização das equipes participantes da Série A1 de 2019. Grupos: A / B / C / D \| | \| Botafogo Bragantino Ferroviária Ituano Mirassol Novorizontino Oeste Santos São Bento São Caetano São Paulo Campinas Equipes de Campinas: Guarani Ponte Preta Red Bull Equipes de São Paulo: Corinthians Palmeiras São PauloLocalização das equipes participantes da Série A1 de 2019. Grupos: A / B / C / D \| | Mirassol                  |
| Arena Barueri | \| Botafogo Bragantino Ferroviária Ituano Mirassol Novorizontino Oeste Santos São Bento São Caetano São Paulo Campinas Equipes de Campinas: Guarani Ponte Preta Red Bull Equipes de São Paulo: Corinthians Palmeiras São PauloLocalização das equipes participantes da Série A1 de 2019. Grupos: A / B / C / D \| | \| Botafogo Bragantino Ferroviária Ituano Mirassol Novorizontino Oeste Santos São Bento São Caetano São Paulo Campinas Equipes de Campinas: Guarani Ponte Preta Red Bull Equipes de São Paulo: Corinthians Palmeiras São PauloLocalização das equipes participantes da Série A1 de 2019. Grupos: A / B / C / D \| | \| Botafogo Bragantino Ferroviária Ituano Mirassol Novorizontino Oeste Santos São Bento São Caetano São Paulo Campinas Equipes de Campinas: Guarani Ponte Preta Red Bull Equipes de São Paulo: Corinthians Palmeiras São PauloLocalização das equipes participantes da Série A1 de 2019. Grupos: A / B / C / D \| | \| Botafogo Bragantino Ferroviária Ituano Mirassol Novorizontino Oeste Santos São Bento São Caetano São Paulo Campinas Equipes de Campinas: Guarani Ponte Preta Red Bull Equipes de São Paulo: Corinthians Palmeiras São PauloLocalização das equipes participantes da Série A1 de 2019. Grupos: A / B / C / D \| | José Maria de Campos Maia |
| Capacidade: 31 452 | \| Botafogo Bragantino Ferroviária Ituano Mirassol Novorizontino Oeste Santos São Bento São Caetano São Paulo Campinas Equipes de Campinas: Guarani Ponte Preta Red Bull Equipes de São Paulo: Corinthians Palmeiras São PauloLocalização das equipes participantes da Série A1 de 2019. Grupos: A / B / C / D \| | \| Botafogo Bragantino Ferroviária Ituano Mirassol Novorizontino Oeste Santos São Bento São Caetano São Paulo Campinas Equipes de Campinas: Guarani Ponte Preta Red Bull Equipes de São Paulo: Corinthians Palmeiras São PauloLocalização das equipes participantes da Série A1 de 2019. Grupos: A / B / C / D \| | \| Botafogo Bragantino Ferroviária Ituano Mirassol Novorizontino Oeste Santos São Bento São Caetano São Paulo Campinas Equipes de Campinas: Guarani Ponte Preta Red Bull Equipes de São Paulo: Corinthians Palmeiras São PauloLocalização das equipes participantes da Série A1 de 2019. Grupos: A / B / C / D \| | \| Botafogo Bragantino Ferroviária Ituano Mirassol Novorizontino Oeste Santos São Bento São Caetano São Paulo Campinas Equipes de Campinas: Guarani Ponte Preta Red Bull Equipes de São Paulo: Corinthians Palmeiras São PauloLocalização das equipes participantes da Série A1 de 2019. Grupos: A / B / C / D \| | Capacidade: 15 000        |
| | \| Botafogo Bragantino Ferroviária Ituano Mirassol Novorizontino Oeste Santos São Bento São Caetano São Paulo Campinas Equipes de Campinas: Guarani Ponte Preta Red Bull Equipes de São Paulo: Corinthians Palmeiras São PauloLocalização das equipes participantes da Série A1 de 2019. Grupos: A / B / C / D \| | \| Botafogo Bragantino Ferroviária Ituano Mirassol Novorizontino Oeste Santos São Bento São Caetano São Paulo Campinas Equipes de Campinas: Guarani Ponte Preta Red Bull Equipes de São Paulo: Corinthians Palmeiras São PauloLocalização das equipes participantes da Série A1 de 2019. Grupos: A / B / C / D \| | \| Botafogo Bragantino Ferroviária Ituano Mirassol Novorizontino Oeste Santos São Bento São Caetano São Paulo Campinas Equipes de Campinas: Guarani Ponte Preta Red Bull Equipes de São Paulo: Corinthians Palmeiras São PauloLocalização das equipes participantes da Série A1 de 2019. Grupos: A / B / C / D \| | \| Botafogo Bragantino Ferroviária Ituano Mirassol Novorizontino Oeste Santos São Bento São Caetano São Paulo Campinas Equipes de Campinas: Guarani Ponte Preta Red Bull Equipes de São Paulo: Corinthians Palmeiras São PauloLocalização das equipes participantes da Série A1 de 2019. Grupos: A / B / C / D \| |                           |
| Novorizontino | \| Botafogo Bragantino Ferroviária Ituano Mirassol Novorizontino Oeste Santos São Bento São Caetano São Paulo Campinas Equipes de Campinas: Guarani Ponte Preta Red Bull Equipes de São Paulo: Corinthians Palmeiras São PauloLocalização das equipes participantes da Série A1 de 2019. Grupos: A / B / C / D \| | \| Botafogo Bragantino Ferroviária Ituano Mirassol Novorizontino Oeste Santos São Bento São Caetano São Paulo Campinas Equipes de Campinas: Guarani Ponte Preta Red Bull Equipes de São Paulo: Corinthians Palmeiras São PauloLocalização das equipes participantes da Série A1 de 2019. Grupos: A / B / C / D \| | \| Botafogo Bragantino Ferroviária Ituano Mirassol Novorizontino Oeste Santos São Bento São Caetano São Paulo Campinas Equipes de Campinas: Guarani Ponte Preta Red Bull Equipes de São Paulo: Corinthians Palmeiras São PauloLocalização das equipes participantes da Série A1 de 2019. Grupos: A / B / C / D \| | \| Botafogo Bragantino Ferroviária Ituano Mirassol Novorizontino Oeste Santos São Bento São Caetano São Paulo Campinas Equipes de Campinas: Guarani Ponte Preta Red Bull Equipes de São Paulo: Corinthians Palmeiras São PauloLocalização das equipes participantes da Série A1 de 2019. Grupos: A / B / C / D \| | Palmeiras                 |
| Dr. Jorge Ismael de Biasi | \| Botafogo Bragantino Ferroviária Ituano Mirassol Novorizontino Oeste Santos São Bento São Caetano São Paulo Campinas Equipes de Campinas: Guarani Ponte Preta Red Bull Equipes de São Paulo: Corinthians Palmeiras São PauloLocalização das equipes participantes da Série A1 de 2019. Grupos: A / B / C / D \| | \| Botafogo Bragantino Ferroviária Ituano Mirassol Novorizontino Oeste Santos São Bento São Caetano São Paulo Campinas Equipes de Campinas: Guarani Ponte Preta Red Bull Equipes de São Paulo: Corinthians Palmeiras São PauloLocalização das equipes participantes da Série A1 de 2019. Grupos: A / B / C / D \| | \| Botafogo Bragantino Ferroviária Ituano Mirassol Novorizontino Oeste Santos São Bento São Caetano São Paulo Campinas Equipes de Campinas: Guarani Ponte Preta Red Bull Equipes de São Paulo: Corinthians Palmeiras São PauloLocalização das equipes participantes da Série A1 de 2019. Grupos: A / B / C / D \| | \| Botafogo Bragantino Ferroviária Ituano Mirassol Novorizontino Oeste Santos São Bento São Caetano São Paulo Campinas Equipes de Campinas: Guarani Ponte Preta Red Bull Equipes de São Paulo: Corinthians Palmeiras São PauloLocalização das equipes participantes da Série A1 de 2019. Grupos: A / B / C / D \| | Allianz Parque            |
| Capacidade: 12 398 | \| Botafogo Bragantino Ferroviária Ituano Mirassol Novorizontino Oeste Santos São Bento São Caetano São Paulo Campinas Equipes de Campinas: Guarani Ponte Preta Red Bull Equipes de São Paulo: Corinthians Palmeiras São PauloLocalização das equipes participantes da Série A1 de 2019. Grupos: A / B / C / D \| | \| Botafogo Bragantino Ferroviária Ituano Mirassol Novorizontino Oeste Santos São Bento São Caetano São Paulo Campinas Equipes de Campinas: Guarani Ponte Preta Red Bull Equipes de São Paulo: Corinthians Palmeiras São PauloLocalização das equipes participantes da Série A1 de 2019. Grupos: A / B / C / D \| | \| Botafogo Bragantino Ferroviária Ituano Mirassol Novorizontino Oeste Santos São Bento São Caetano São Paulo Campinas Equipes de Campinas: Guarani Ponte Preta Red Bull Equipes de São Paulo: Corinthians Palmeiras São PauloLocalização das equipes participantes da Série A1 de 2019. Grupos: A / B / C / D \| | \| Botafogo Bragantino Ferroviária Ituano Mirassol Novorizontino Oeste Santos São Bento São Caetano São Paulo Campinas Equipes de Campinas: Guarani Ponte Preta Red Bull Equipes de São Paulo: Corinthians Palmeiras São PauloLocalização das equipes participantes da Série A1 de 2019. Grupos: A / B / C / D \| | Capacidade: 43 713        |
| | \| Botafogo Bragantino Ferroviária Ituano Mirassol Novorizontino Oeste Santos São Bento São Caetano São Paulo Campinas Equipes de Campinas: Guarani Ponte Preta Red Bull Equipes de São Paulo: Corinthians Palmeiras São PauloLocalização das equipes participantes da Série A1 de 2019. Grupos: A / B / C / D \| | \| Botafogo Bragantino Ferroviária Ituano Mirassol Novorizontino Oeste Santos São Bento São Caetano São Paulo Campinas Equipes de Campinas: Guarani Ponte Preta Red Bull Equipes de São Paulo: Corinthians Palmeiras São PauloLocalização das equipes participantes da Série A1 de 2019. Grupos: A / B / C / D \| | \| Botafogo Bragantino Ferroviária Ituano Mirassol Novorizontino Oeste Santos São Bento São Caetano São Paulo Campinas Equipes de Campinas: Guarani Ponte Preta Red Bull Equipes de São Paulo: Corinthians Palmeiras São PauloLocalização das equipes participantes da Série A1 de 2019. Grupos: A / B / C / D \| | \| Botafogo Bragantino Ferroviária Ituano Mirassol Novorizontino Oeste Santos São Bento São Caetano São Paulo Campinas Equipes de Campinas: Guarani Ponte Preta Red Bull Equipes de São Paulo: Corinthians Palmeiras São PauloLocalização das equipes participantes da Série A1 de 2019. Grupos: A / B / C / D \| |                           |
| Ponte Preta | \| Botafogo Bragantino Ferroviária Ituano Mirassol Novorizontino Oeste Santos São Bento São Caetano São Paulo Campinas Equipes de Campinas: Guarani Ponte Preta Red Bull Equipes de São Paulo: Corinthians Palmeiras São PauloLocalização das equipes participantes da Série A1 de 2019. Grupos: A / B / C / D \| | \| Botafogo Bragantino Ferroviária Ituano Mirassol Novorizontino Oeste Santos São Bento São Caetano São Paulo Campinas Equipes de Campinas: Guarani Ponte Preta Red Bull Equipes de São Paulo: Corinthians Palmeiras São PauloLocalização das equipes participantes da Série A1 de 2019. Grupos: A / B / C / D \| | \| Botafogo Bragantino Ferroviária Ituano Mirassol Novorizontino Oeste Santos São Bento São Caetano São Paulo Campinas Equipes de Campinas: Guarani Ponte Preta Red Bull Equipes de São Paulo: Corinthians Palmeiras São PauloLocalização das equipes participantes da Série A1 de 2019. Grupos: A / B / C / D \| | \| Botafogo Bragantino Ferroviária Ituano Mirassol Novorizontino Oeste Santos São Bento São Caetano São Paulo Campinas Equipes de Campinas: Guarani Ponte Preta Red Bull Equipes de São Paulo: Corinthians Palmeiras São PauloLocalização das equipes participantes da Série A1 de 2019. Grupos: A / B / C / D \| | Red Bull Brasil           |
| Moisés Lucarelli | \| Botafogo Bragantino Ferroviária Ituano Mirassol Novorizontino Oeste Santos São Bento São Caetano São Paulo Campinas Equipes de Campinas: Guarani Ponte Preta Red Bull Equipes de São Paulo: Corinthians Palmeiras São PauloLocalização das equipes participantes da Série A1 de 2019. Grupos: A / B / C / D \| | \| Botafogo Bragantino Ferroviária Ituano Mirassol Novorizontino Oeste Santos São Bento São Caetano São Paulo Campinas Equipes de Campinas: Guarani Ponte Preta Red Bull Equipes de São Paulo: Corinthians Palmeiras São PauloLocalização das equipes participantes da Série A1 de 2019. Grupos: A / B / C / D \| | \| Botafogo Bragantino Ferroviária Ituano Mirassol Novorizontino Oeste Santos São Bento São Caetano São Paulo Campinas Equipes de Campinas: Guarani Ponte Preta Red Bull Equipes de São Paulo: Corinthians Palmeiras São PauloLocalização das equipes participantes da Série A1 de 2019. Grupos: A / B / C / D \| | \| Botafogo Bragantino Ferroviária Ituano Mirassol Novorizontino Oeste Santos São Bento São Caetano São Paulo Campinas Equipes de Campinas: Guarani Ponte Preta Red Bull Equipes de São Paulo: Corinthians Palmeiras São PauloLocalização das equipes participantes da Série A1 de 2019. Grupos: A / B / C / D \| | Moisés Lucarelli          |
| Capacidade: 19 728 | \| Botafogo Bragantino Ferroviária Ituano Mirassol Novorizontino Oeste Santos São Bento São Caetano São Paulo Campinas Equipes de Campinas: Guarani Ponte Preta Red Bull Equipes de São Paulo: Corinthians Palmeiras São PauloLocalização das equipes participantes da Série A1 de 2019. Grupos: A / B / C / D \| | \| Botafogo Bragantino Ferroviária Ituano Mirassol Novorizontino Oeste Santos São Bento São Caetano São Paulo Campinas Equipes de Campinas: Guarani Ponte Preta Red Bull Equipes de São Paulo: Corinthians Palmeiras São PauloLocalização das equipes participantes da Série A1 de 2019. Grupos: A / B / C / D \| | \| Botafogo Bragantino Ferroviária Ituano Mirassol Novorizontino Oeste Santos São Bento São Caetano São Paulo Campinas Equipes de Campinas: Guarani Ponte Preta Red Bull Equipes de São Paulo: Corinthians Palmeiras São PauloLocalização das equipes participantes da Série A1 de 2019. Grupos: A / B / C / D \| | \| Botafogo Bragantino Ferroviária Ituano Mirassol Novorizontino Oeste Santos São Bento São Caetano São Paulo Campinas Equipes de Campinas: Guarani Ponte Preta Red Bull Equipes de São Paulo: Corinthians Palmeiras São PauloLocalização das equipes participantes da Série A1 de 2019. Grupos: A / B / C / D \| | Capacidade: 19 728        |
| | \| Botafogo Bragantino Ferroviária Ituano Mirassol Novorizontino Oeste Santos São Bento São Caetano São Paulo Campinas Equipes de Campinas: Guarani Ponte Preta Red Bull Equipes de São Paulo: Corinthians Palmeiras São PauloLocalização das equipes participantes da Série A1 de 2019. Grupos: A / B / C / D \| | \| Botafogo Bragantino Ferroviária Ituano Mirassol Novorizontino Oeste Santos São Bento São Caetano São Paulo Campinas Equipes de Campinas: Guarani Ponte Preta Red Bull Equipes de São Paulo: Corinthians Palmeiras São PauloLocalização das equipes participantes da Série A1 de 2019. Grupos: A / B / C / D \| | \| Botafogo Bragantino Ferroviária Ituano Mirassol Novorizontino Oeste Santos São Bento São Caetano São Paulo Campinas Equipes de Campinas: Guarani Ponte Preta Red Bull Equipes de São Paulo: Corinthians Palmeiras São PauloLocalização das equipes participantes da Série A1 de 2019. Grupos: A / B / C / D \| | \| Botafogo Bragantino Ferroviária Ituano Mirassol Novorizontino Oeste Santos São Bento São Caetano São Paulo Campinas Equipes de Campinas: Guarani Ponte Preta Red Bull Equipes de São Paulo: Corinthians Palmeiras São PauloLocalização das equipes participantes da Série A1 de 2019. Grupos: A / B / C / D \| |                           |
| | Santos | São Bento | São Caetano | São Paulo |                           |
| Vila Belmiro | Walter Ribeiro | Anacleto Campanella | Morumbi | |                           |
| Capacidade: 16 798 | Capacidade: 13 772 | Capacidade: 14 440 | Capacidade: 72 039 | |                           |
| | | | | |                           |
| Botafogo Bragantino Ferroviária Ituano Mirassol Novorizontino Oeste Santos São Bento São Caetano São Paulo Campinas Equipes de Campinas: Guarani Ponte Preta Red Bull Equipes de São Paulo: Corinthians Palmeiras São PauloLocalização das equipes participantes da Série A1 de 2019. Grupos: A / B / C / D | | | | |                           |

### Outros estádios
Além dos estádios de mando usual, outros estádios foram utilizados devido a punições de perda de mando de campo impostas pelo Superior Tribunal de Justiça Desportiva ou por conta de problemas de interdição dos estádios usuais ou simplesmente por opção dos clubes em mandar seus jogos em outros locais, geralmente buscando uma melhor renda

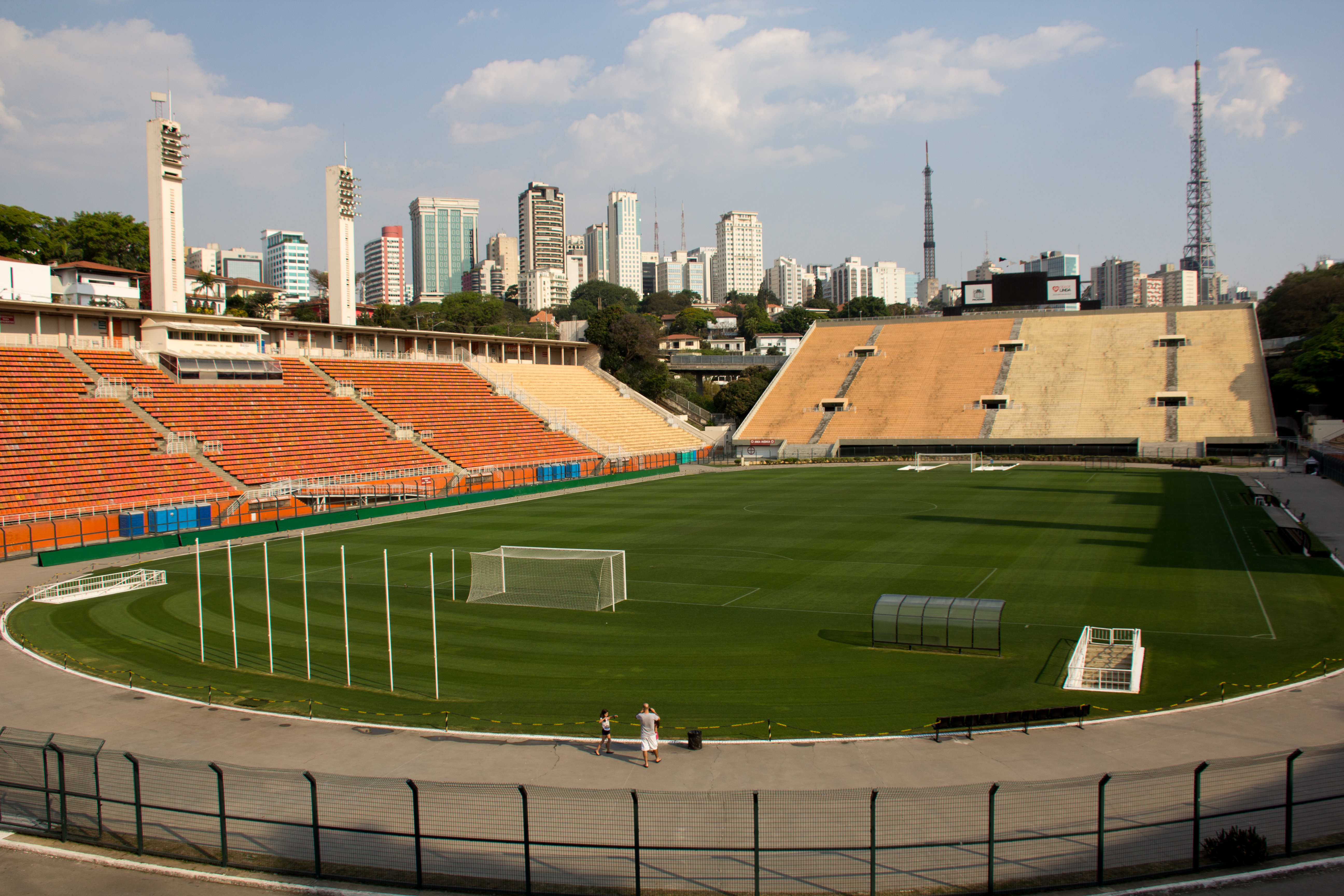
Pacaembu (São Paulo)

- Pacaembu
(São Paulo)

## Primeira fase

### Grupo A
|  | v d e |

### Grupo B
|  | v d e |

### Grupo C
|  | v d e |

### Grupo D
|  | v d e |

## Confrontos (primeira fase)
|                 | BOT | BRG | COR | FER | GUA | ITU | MIR | NOV | OES | PAL | PON | RBB | SAN | SBN | SCA | SPA |
| --------------- | --- | --- | --- | --- | --- | --- | --- | --- | --- | --- | --- | --- | --- | --- | --- | --- |
| Botafogo        | —   | 2–1 | 0–1 | 1–2 |     |     |     |     |     |     |     |     | 4–0 | 1–1 | 3–0 |     |
| Bragantino      |     | —   |     |     | 1–0 | 0–3 |     | 1–1 |     |     | 2–1 |     | 1–4 |     |     | 0–2 |
| Corinthians     |     |     | —   |     |     |     |     |     | 1–0 |     | 1–0 | 0–2 | 0–0 |     | 1–1 | 2–1 |
| Ferroviária     |     |     |     | —   |     | 2–1 |     |     | 2–1 | 0–0 | 0–0 | 1–2 |     |     | 2–0 |     |
| Guarani         | 2–0 |     | 2–1 | 1–1 | —   |     |     |     | 1–2 |     |     | 1–2 |     |     | 2–1 |     |
| Ituano          |     |     | 0–1 |     | 2–1 | —   | 2–0 | 0–1 |     |     |     |     | 5–1 | 2–0 |     |     |
| Mirassol        | 1–1 |     |     |     | 2–2 |     | —   | 0–0 |     | 1–1 |     | 1–0 |     | 2–1 |     |     |
| Novorizontino   | 1–0 |     | 1–0 | 1–1 |     |     |     | —   |     |     | 0–0 |     |     |     | 2–1 | 0–3 |
| Oeste           |     | 0–0 |     |     |     |     | 1–1 | 2–2 | —   | 0–1 |     | 1–2 |     | 1–0 |     |     |
| Palmeiras       | 1–0 | 2–0 | 0–1 |     |     | 3–2 |     |     |     | —   | 1–0 |     | 0–0 |     |     |     |
| Ponte Preta     | 2–1 |     |     |     | 3–0 | 1–1 | 3–0 |     | 0–0 |     | —   |     |     |     |     | 1–0 |
| Red Bull Brasil | 3–1 | 1–1 |     |     |     | 2–1 |     | 1–0 |     | 1–1 |     | —   |     | 3–2 |     |     |
| Santos          |     |     |     | 1–0 | 3–0 |     | 1–0 | 0–1 | 3–2 |     |     |     | —   |     |     | 2–0 |
| São Bento       |     | 1–0 | 1–1 | 0–0 |     |     |     |     |     |     | 1–2 |     | 0–4 | —   | 1–1 |     |
| São Caetano     |     | 4–4 |     |     |     | 0–0 | 2–0 |     | 1–3 | 0–2 |     |     |     |     | —   | 1–1 |
| São Paulo       |     |     |     | 1–1 | 0–1 |     | 4–1 |     |     | 0–1 |     | 0–0 |     | 1–0 |     | —   |

| Vitória do mandante; Vitória do visitante; Empate. | Em vermelho os jogos da próxima rodada; Em negrito os jogos "clássicos". |

## Desempenho por rodada

### Grupo A
Clubes que lideraram o Grupo A ao final de cada rodada:
| 1   | 2   | 3   | 4   | 5   | 6   | 7   | 8   | 9   | 10  | 11  | 12  |
| SAN | SAN | SAN | SAN | SAN | SAN | SAN | SAN | SAN | SAN | RBB | RBB |

Clubes que ficaram na lanterna no Grupo A ao final de cada rodada:
| 1   | 2   | 3   | 4   | 5   | 6   | 7   | 8   | 9   | 10  | 11  | 12  |
| PON | RBB | SCA | SCA | SCA | SCA | SCA | SCA | SCA | SCA | SCA | SCA |

### Grupo B
Clubes que lideraram o Grupo B ao final de cada rodada:
| 1   | 2   | 3   | 4   | 5   | 6   | 7   | 8   | 9   | 10  | 11  | 12  |
| NOV | PAL | PAL | PAL | PAL | PAL | PAL | PAL | PAL | PAL | PAL | PAL |

Clubes que ficaram na lanterna no Grupo B ao final de cada rodada:
| 1   | 2   | 3   | 4   | 5   | 6   | 7   | 8   | 9   | 10  | 11  | 12  |
| GUA | SBN | SBN | SBN | SBN | SBN | SBN | SBN | SBN | SBN | SBN | SBN |

### Grupo C
Clubes que lideraram o Grupo C ao final de cada rodada:
| 1   | 2   | 3   | 4   | 5   | 6   | 7   | 8   | 9   | 10  | 11  | 12  |
| BRG | BRG | BRG | FER | BRG | FER | COR | COR | COR | COR | COR | COR |

Clubes que ficaram na lanterna no Grupo C ao final de cada rodada:
| 1   | 2   | 3   | 4   | 5   | 6   | 7   | 8   | 9   | 10  | 11  | 12  |
| MIR | FER | MIR | MIR | MIR | MIR | MIR | MIR | MIR | MIR | MIR | BRG |

### Grupo D
Clubes que lideraram o Grupo D ao final de cada rodada:
| 1   | 2   | 3   | 4   | 5   | 6   | 7   | 8   | 9   | 10  | 11  | 12  |
| SPA | SPA | SPA | SPA | SPA | SPA | OES | OES | SPA | ITU | ITU | ITU |

Clubes que ficaram na lanterna no Grupo D ao final de cada rodada:
| 1   | 2   | 3   | 4   | 5   | 6   | 7   | 8   | 9   | 10  | 11  | 12  |
| ITU | ITU | BOT | BOT | BOT | BOT | BOT | BOT | BOT | BOT | BOT | BOT |

## Fase final
Em itálico, os times que possuem o mando de campo no primeiro jogo do confronto e em negrito os times classificados.
- Os confrontos das semifinais são definidos de acordo com a classificação geral dos semifinalistas. Numa semifinal o time com a melhor campanha enfrenta o time com a quarta melhor campanha. Na outra, o time com a segunda melhor campanha enfrenta o time com a terceira melhor campanha.

|  | Quartas de final  | Quartas de final | Quartas de final | Quartas de final |       |                   | Semifinais               | Semifinais               | Semifinais               | Semifinais               |  |           | Final            | Final            | Final            | Final            |  |  |
|  | 23 a 27 de março  | 23 a 27 de março | 23 a 27 de março | 23 a 27 de março |       |                   | 30 de março a 8 de abril | 30 de março a 8 de abril | 30 de março a 8 de abril | 30 de março a 8 de abril |  |           | 14 e 21 de abril | 14 e 21 de abril | 14 e 21 de abril | 14 e 21 de abril |  |  |
|  |                   |                  |                  |                  |       |                   |                          |                          |                          |                          |  |           |                  |                  |                  |                  |  |  |
|  | São Paulo         | 2                | 1                | 3                |       |                   |                          |                          |                          |                          |  |           |                  |                  |                  |                  |  |  |
|  | Ituano            | 1                | 0                | 1                |       |                   |                          |                          |                          |                          |  |           |                  |                  |                  |                  |  |  |
|  | Ituano            | 1                | 0                | 1                |       | São Paulo (pen)   | 0                        | 0                        | 0 (5)                    |                          |  |           |                  |                  |                  |                  |  |  |
|  |                   |                  |                  |                  |       | São Paulo (pen)   | 0                        | 0                        | 0 (5)                    |                          |  |           |                  |                  |                  |                  |  |  |
|  |                   | Palmeiras        | 0                | 0                | 0 (4) |                   |                          |                          |                          |                          |  |           |                  |                  |                  |                  |  |  |
|  | Novorizontino     | Palmeiras        | 0                | 0                | 0 (4) | 1                 | 0                        | 1                        |                          |                          |  |           |                  |                  |                  |                  |  |  |
|  | Novorizontino     |                  |                  |                  |       | 1                 | 0                        | 1                        |                          |                          |  |           |                  |                  |                  |                  |  |  |
|  | Palmeiras         | 1                | 5                | 6                |       |                   |                          |                          |                          |                          |  |           |                  |                  |                  |                  |  |  |
|  | Palmeiras         | 1                | 5                | 6                |       |                   |                          |                          |                          |                          |  | São Paulo | 0                | 1                | 1                |                  |  |  |
|  |                   |                  |                  |                  |       |                   |                          |                          |                          |                          |  | São Paulo | 0                | 1                | 1                |                  |  |  |
|  |                   | Corinthians      | 0                | 2                | 2     |                   |                          |                          |                          |                          |  |           |                  |                  |                  |                  |  |  |
|  | Ferroviária       | Corinthians      | 0                | 2                | 2     | 1                 | 1                        | 2 (3)                    |                          |                          |  |           |                  |                  |                  |                  |  |  |
|  | Ferroviária       |                  |                  |                  |       | 1                 | 1                        | 2 (3)                    |                          |                          |  |           |                  |                  |                  |                  |  |  |
|  | Corinthians (pen) | 1                | 1                | 2 (4)            |       |                   |                          |                          |                          |                          |  |           |                  |                  |                  |                  |  |  |
|  | Corinthians (pen) | 1                | 1                | 2 (4)            |       | Corinthians (pen) | 2                        | 0                        | 2 (7)                    |                          |  |           |                  |                  |                  |                  |  |  |
|  |                   |                  |                  |                  |       | Corinthians (pen) | 2                        | 0                        | 2 (7)                    |                          |  |           |                  |                  |                  |                  |  |  |
|  |                   | Santos           | 1                | 1                | 2 (6) |                   |                          |                          |                          |                          |  |           |                  |                  |                  |                  |  |  |
|  | Santos            | Santos           | 1                | 1                | 2 (6) | 2                 | 0                        | 2                        |                          |                          |  |           |                  |                  |                  |                  |  |  |
|  | Santos            |                  |                  |                  |       | 2                 | 0                        | 2                        |                          |                          |  |           |                  |                  |                  |                  |  |  |
|  | Red Bull Brasil   | 0                | 0                | 0                |       |                   |                          |                          |                          |                          |  |           |                  |                  |                  |                  |  |  |

## Troféu do Interior

### Quartas de final

#### Jogos de ida
| 23 de março | Botafogo-SP         | 1 – 1 | Oeste             | Estádio Santa Cruz, Ribeirão Preto                                    |
| 17:00       | Willian Oliveira 6' |       | 88' Matheus Jesus | Público: 2 783 Renda: R$ 24.970,00 Árbitro: SP Thiago Luis Scarascati |

| 24 de março | Bragantino | 0 – 1 | Ponte Preta     | Estádio Nabi Abi Chedid, Bragança Paulista                        |
| 19:00       |            |       | 71' Hugo Cabral | Público: 847 Renda: R$ 6.210,00 Árbitro: SP Lucas Canetto Bellote |

| 25 de março | Mirassol                              | 2 – 0 | Guarani | Estádio Campos Maia, Mirassol                                        |
| 17:00       | Marquinho 38' · Wellington Simião 88' |       |         | Público: 374 Renda: R$ 3.068,00 Árbitro: SP Adriano de Assis Miranda |

#### Jogos de volta
| 27 de março | Oeste                                       | 3 – 3 | Botafogo-SP                                              | Arena Barueri, Barueri                                        |
| 16:30       | Bruno Lopes 8' · Fábio 72' · Pedrinho 90+4' |       | 38' Rafael Costa · 43' Willian Oliveira · 70' Bruno José | Público: 317 Renda: R$ 2.880,00 Árbitro: SP Alessandro Darcie |

|                                          |       | Penalidades                                       |  |
| Elvis Matheus Jesus Fábio Alyson Mazinho | 4 – 3 | Marlon Freitas Leonan Nádson Evandro Rafael Costa |  |

| 27 de março | Ponte Preta | 1 – 1 | Bragantino          | Estádio Moisés Lucarelli, Campinas                                       |
| 19:15       | Thalles 45' |       | 71' Matheus Peixoto | Público: 1 919 Renda: R$ 39.285,00 Árbitro: SP Leandro Carvalho da Silva |

| 28 de março | Guarani                            | 2 – 2 | Mirassol         | Estádio Brinco de Ouro, Campinas                                           |
| 19:15       | Diego Cardoso 55' · Mateusinho 59' |       | 72', 88' Rodolfo | Público: 1 145 Renda: R$ 23.800,00 Árbitro: SP Rafael Gomes Félix da Silva |

### Semifinal

#### Jogos de ida
| 30 de março | Oeste                   | 2 – 2 | Ponte Preta                      | Arena Barueri, Barueri                                                   |
| 16:00       | Bonilha 59' · Fábio 61' |       | 32' Júlio César · 90+6' Vinícius | Público: 394 Renda: R$ 5.060,00 Árbitro: SP Rodrigo Gomes Paes Rodrigues |

| 1 de abril | Mirassol | 0 – 1 | Red Bull Brasil | Estádio Campos Maia, Mirassol                                           |
| 20:00      |          |       | 39' Ytalo       | Público: 4 773 Renda: R$ 18.060,00 Árbitro: SP Adriano de Assis Miranda |

#### Jogos de volta
| 7 de abril | Ponte Preta                            | 2 – 0 | Oeste | Estádio Moisés Lucarelli, Campinas                                     |
| 19:00      | Igor Henrique 5' · Gerson Magrão 90+2' |       |       | Público: 1 547 Renda: R$ 30.620,00 Árbitro: SP Ilbert Estevam da Silva |

| 8 de abril | Red Bull Brasil                                         | 3 – 1 | Mirassol   | Estádio Moisés Lucarelli, Campinas                                  |
| 20:00      | Ytalo 14' (pen) · Bruno Tubarão 68' · Gabriel Leite 84' |       | 26' Carlão | Público: 136 Renda: R$ 1.380,00 Árbitro: SP Márcio Henrique de Góis |

### Final
| 15 de abril | Red Bull Brasil | 0 – 0 | Ponte Preta | Estádio Moisés Lucarelli, Campinas                                       |
| 20:00       |                 |       |             | Público: 3 677 Renda: R$ 85.615,00 Árbitro: SP Flávio Rodrigues de Souza |

|                               |       | Penalidades                                       |  |
| Ytalo Everton Léo Ortiz Osman | 3 – 1 | Thalles Diego Renan Matheus Oliveira Luis Ricardo |  |

## Premiação
| Campeão Paulista de 2019         |
| -------------------------------- |
| Corinthians Campeão (30° título) |

| Campeão do Interior de 2019         |
| ----------------------------------- |
| Red Bull Brasil Campeão (1° título) |

## Classificação geral
Os times rebaixados são definidos pela classificação geral e não pela classificação de seus respectivos grupos.    
 *Nos oito primeiros apenas os 2 melhores de cada grupo 
|  |                       |
|  | Campeão Paulista      |
|  | Vice-campeão Paulista |

|  |                                 |
|  | Eliminados nas semifinais       |
|  | Eliminados nas quartas de final |

|  |                          |
|  | Campeão do Interior      |
|  | Vice-campeão do Interior |

|  |            |
|  | Rebaixados |

## Artilharia
Atualizado até 21 de abril de 2019
| Pos.          | Jogador         | Equipe      | Gols |
| ------------- | --------------- | ----------- | ---- |
| 1             | Rafael Costa    | Botafogo-SP | 7    |
| Diego Cardoso | Guarani         |             |      |
| Ytalo         | Red Bull Brasil |             |      |
| Jean Mota     | Santos          |             |      |
| 5             | Martinelli      | Ituano      | 6    |
| Morato        | Ituano          |             |      |
| Matheus Jesus | Oeste           |             |      |
| 8             | Thalles         | Ponte Preta | 5    |
| 8             | Derlis González | Santos      | 5    |
| 10            | Matheus Peixoto | Bragantino  | 4    |
| 10            | Wesley          | Bragantino  | 4    |
| 10            | Gustavo         | Corinthians | 4    |
| 10            | Danilo Avelar   | Corinthians | 4    |
| 10            | Fábio           | Oeste       | 4    |
| 10            | Bruno Mezenga   | São Caetano | 4    |
| 10            | Pablo           | São Paulo   | 4    |

## Seleção do campeonato
| Posição          | Jogador             | Clube           |
| Goleiro          | Cássio              | Corinthians     |
| Lateral-direito  | Victor Ferraz       | Santos          |
| Zagueiro         | Bruno Alves         | São Paulo       |
| Zagueiro         | Gustavo Henrique    | Santos          |
| Lateral-esquerdo | Danilo Avelar       | Corinthians     |
| Volante          | Júnior Urso         | Corinthians     |
| Volante          | Diego Pituca        | Santos          |
| Meia             | Jean Mota           | Santos          |
| Atacante         | Dudu                | Palmeiras       |
| Atacante         | Gustavo             | Corinthians     |
| Atacante         | Martinelli          | Ituano          |
| Técnico          | Antônio Carlos Zago | Red Bull Brasil |
| ---------------- | ------------------- | --------------- |

- Revelação: Martinelli (Ituano)
- Craque da Galera: Cássio (Corinthians)
- Craque do Interior: Martinelli (Ituano)
- Craque do Campeonato: Jean Mota (Santos)

Fonte:

## Público

### Maiores públicos
Esses são os dez maiores públicos do Campeonato:
- PP. ^ Considera-se apenas o público pagante

### Menores públicos
Esses são os dez menores públicos do Campeonato:
- PP. ^ Considera-se apenas o público pagante

### Média como mandante
Atualizado em 21 de abril de 2019
| Pos.  | Time            | Média  | Total     | Mandos | Maior  | Menor  |
| ----- | --------------- | ------ | --------- | ------ | ------ | ------ |
| 1     | Corinthians     | 35.910 | 323.194   | 9      | 46.481 | 23.641 |
| 2     | Palmeiras       | 28.089 | 224.717   | 8      | 39.751 | 20.144 |
| 3     | São Paulo       | 22.142 | 199.284   | 9      | 58.713 | 8.855  |
| 4     | Santos          | 16.269 | 130.152   | 8      | 37.731 | 8.123  |
| 5     | Botafogo-SP     | 4.838  | 33.869    | 7      | 5.925  | 2.783  |
| 6     | Ferroviária     | 4.589  | 32.126    | 7      | 11.781 | 1.066  |
| 7     | São Bento       | 3.825  | 22.951    | 6      | 8.667  | 448    |
| 8     | Ponte Preta     | 3.716  | 29.735    | 8      | 11.287 | 1.547  |
| 9     | Ituano          | 3.711  | 25.980    | 7      | 9.028  | 570    |
| 10    | Mirassol        | 3.366  | 26.928    | 8      | 9.689  | 374    |
| 11    | Novorizontino   | 2.962  | 20.737    | 7      | 6.388  | 504    |
| 12    | Guarani         | 2.652  | 18.566    | 7      | 6.463  | 825    |
| 13    | Red Bull Brasil | 2.620  | 23.584    | 9      | 9.433  | 136    |
| 14    | Bragantino      | 2.234  | 15.639    | 7      | 5.862  | 440    |
| 15    | São Caetano     | 2.086  | 12.520    | 6      | 7.584  | 247    |
| 16    | Oeste           | 1.584  | 12.676    | 8      | 9.229  | 317    |
| Total | Total           | 9.526  | 1.152.658 | 121    | 58.713 | 136    |

## Transmissão
A Rede Globo detém todos os direitos de transmissão para a temporada de 2019 pela TV aberta. Até 2016 os direitos de transmissão eram divididos com a Rede Bandeirantes, mas a partir de 2017 a Rede Globo transmite exclusivamente na TV aberta o Paulistão.

### Jogos transmitidos pelaRede Globopara o estado de SP

#### Primeira fase
- 1ª rodada - Corinthians 1–1 São Caetano - 20 de janeiro (Dom) - 17:00
- 2ª rodada - Nenhum jogo foi transmitido pela TV aberta nessa rodada
- 3ª rodada - Santos 2–0 São Paulo - 27 de janeiro (Dom) - 17:00
- 4ª rodada - Nenhum jogo foi transmitido pela TV aberta nessa rodada
- 5ª rodada - São Paulo 1–0 São Bento - 3 de fevereiro (Dom) - 17:00
- 6ª rodada - Novorizontino 1–0 Corinthians - 10 de fevereiro (Dom) - 17:00 (SP/RJ)*
- 7ª rodada - Ferroviária 0–0 Palmeiras - 17 de fevereiro (Dom) - 17:00
- 8ª rodada - São Paulo 0–0 Red Bull Brasil - 24 de fevereiro (Dom) - 17:00
- 9ª rodada - Palmeiras 3–2 Ituano - 27 de fevereiro (Qua) - 21:30
- 10ª rodada - Corinthians 0–0 Santos - 10 de março (Dom) - 16:00
- 11ª rodada - Corinthians 1–0 Oeste - 17 de março (Dom) - 16:00
- 12ª rodada - Palmeiras 1–0 Ponte Preta - 20 de março (Qua) - 21:30
- O jogo foi mostrado pro Rio de Janeiro, devido ao adiamento da rodada do Campeonato Carioca 2019, por causa do incêndio no CT do Flamengo.

#### Fase final
- Quartas de final/Jogo de ida - São Paulo 2–1 Ituano - 24 de março (Dom) - 16:00
- Quartas de final/Jogo de volta - Corinthians 1(4)–1(3) Ferroviária - 27 de março (Qua) - 21:30
- Semifinal/Jogo de ida - Corinthians 2–1 Santos - 31 de março (Dom) - 16:00
- Semifinal/Jogo de volta - Palmeiras 0(4)–0(5) São Paulo - 7 de abril (Dom) - 16:00
- Final/Jogo de ida - São Paulo 0–0 Corinthians - 14 de abril (Dom) - 16:00
- Final/Jogo de volta - Corinthians 2–1 São Paulo - 21 de abril (Dom) - 16:00

#### Transmissões na TV aberta por time
| Clube           | 1ª fase | (QF, SF e F) | Total |
| --------------- | ------- | ------------ | ----- |
| Corinthians     | 4       | 4            | 8     |
| São Paulo       | 3       | 4            | 7     |
| Palmeiras       | 3       | 1            | 4     |
| Santos          | 2       | 1            | 3     |
| Ferroviária     | 1       | 1            | 2     |
| Ituano          | 1       | 1            | 2     |
| Novorizontino   | 1       | 0            | 1     |
| Oeste           | 1       | 0            | 1     |
| Ponte Preta     | 1       | 0            | 1     |
| Red Bull Brasil | 1       | 0            | 1     |
| São Bento       | 1       | 0            | 1     |
| São Caetano     | 1       | 0            | 1     |